# Knoxville Challenger 2024
Il Knoxville Challenger 2024 è stato un torneo maschile di tennis professionistico. È stata la 20ª edizione del torneo, facente parte della categoria Challenger 75 nell'ambito dell'ATP Challenger Tour 2024, con un montepremi di 82 000 $. Si è giocato dal 4 al 10 novembre 2024 sui campi in cemento indoor del Goodfriend Tennis Center di Knoxville, negli Stati Uniti.

## Partecipanti

### Teste di serie
| Nazionalità | Giocatore           | Ranking* | Testa di serie |
| ----------- | ------------------- | -------- | -------------- |
| Australia   | Adam Walton         | 92       | 1              |
| Stati Uniti | Christopher Eubanks | 119      | 2              |
| Stati Uniti | Learner Tien        | 125      | 3              |
| Stati Uniti | Mitchell Krueger    | 144      | 4              |
| Stati Uniti | Zachary Svajda      | 165      | 5              |
| Stati Uniti | Patrick Kypson      | 169      | 6              |
| Argentina   | Juan Pablo Ficovich | 174      | 7              |
| Kazakistan  | Dmitrij Popko       | 175      | 8              |

* Ranking al 28 ottobre 2024.

### Altri partecipanti
I seguenti giocatori hanno ricevuto una wild card per il tabellone principale:
- Murphy Cassone
- Shunsuke Mitsui
- Colton Smith

Il seguente giocatore è entrato in tabellone come special exempt:
- James Trotter

I seguenti giocatori sono entrati in tabellone come alternate:
- Jay Clarke
- Karue Sell

I seguenti giocatori sono passati dalle qualificazioni:
- Max Wiskandt
- Stefan Dostanic
- Micah Braswell
- Toby Kodat
- Kenta Miyoshi
- Alexander Kotzen

## Punti e montepremi
| Torneo    | Torneo              | V     | F     | SF    | QF    | 2T    | 1T  | Q | Q2  | Q1  |
| Singolare | Punti               | 75    | 44    | 22    | 12    | 6     | 0   | 4 | 2   | 0   |
| Singolare | Premi in denaro ($) | 9 880 | 5 820 | 3 450 | 2 000 | 1 165 | 720 | – | 360 | 185 |
| Doppio    | Punti               | 75    | 44    | 22    | 12    | –     | 0   | – | –   | –   |
| Doppio    | Premi in denaro ($) | 4 250 | 2 450 | 1 480 | 880   | –     | 500 | – | –   | –   |

## Campioni

### Singolare
Christopher Eubanks ha sconfitto in finale  Learner Tien con il punteggio di 7–5, 7–6(9).

### Doppio
Patrick Harper /  Johannus Monday hanno sconfitto in finale  Micah Braswell /  Eliot Spizzirri con il punteggio di 6–2, 6–2.